# Weng Tzu-ting
Dit is een Taiwanese naam; de familienaam is Weng.
Weng Tzu-ting (1 juli 1978) is een tennisspeelster uit Taiwan. Ze is ook bekend onder de naam Judy Weng. (Weng is de familienaam, die in China en Taiwan voor de voornaam wordt geplaatst.)
Op de Aziatische Spelen 1998 behaalde ze een gouden medaille. 
Weng speelde samen met Janet Lee op de Olympische Zomerspelen van 2000 van Sydney in het damesdubbelspel. Tussen 1994 en 2002 speelde zij 22 maal voor Taiwan op de Fed Cup.